# Systrarna Spök
Systrarna Spök (The Weird Sisters) är ett fiktivt rockband i Harry Potter-serien. Sättningen är gitarr, bas, luta, cello, säckpipa och trummor. De spelar på Hogwarts under julbalen i Harry Potter och den flammande bägaren. En musikvideo med bandet ingår som extramaterial på DVD-versionen av filmen.

## Medlemmar
Bandmedlemmarna enligt Wizards of the Coasts "Kända trollkarlskort":
- Heathcote Barbary (f. 1974) - Gitarr
- Gideon Crumb (f. 1975) - Säckpipa
- Kirley McCormack Duke (f. 1971) - Gitarr
- Merton Graves (f. 1978) - Cello
- Orsino Thruston (f. 1976) - Trummor
- Donaghan Tremlett (f. 1972) - Bas
- Myron Wagtail (f. 1970) - Sång
- Herman Wintringham (f. 1974) - Luta

## På film
I filmen Harry Potter och den flammande bägaren visas bandet som ett vanligt band. Bandmedlemmarna spelas av:
- Jarvis Cocker (från Pulp) - Sång
- Jonny Greenwood (från Radiohead) - Gitarr
- Jason Buckle (från All Seeing I) - Gitarr
- Steve Mackey (från Pulp) - Bas
- Steven Claydon (från Add N to (X)) - Keyboard och säckpipa
- Phil Selway (från Radiohead) - Trummor

De framför tre låtar ("Do the Hippogriff", "This Is the Night" och "Magic Works").